# حرشفيات الأجنحة الحقيقية
حرشفيات الأجنحة الحقيقية (الاسم العلمي: Eulepidoptera) هي أصنوفة من الحشرات تتبع رتيبة ذوات الخرطوم من رتبة حرشفيات الأجنحة.

## التصنيف
- حرشفيات الأجنحة الحقيقية
  - أحاديات المسم
  - ثنائيات المسم
    - ثنائيات المسم المنفصلة
      - مكبلات الأطراف
        - ناريات وأشباهها
          - عثث العشب
            - الغلافيراوات
              - الغلافيراوية
                - الهلولة

        - متغايرات القرون الكبيرة
          - فوق فصيلة الفراشات الليلية
            - الفصيلة الليليات
              - أسرة القيَّاساوات
                - قبيلة القياساوية
                  - تحت قبيلة القيَّاسينة
                    - جنس القيَّاسة

      - فوق فصيلة كثيرات الريش
        - الفصيلة عثيات كثيرات الريش
          - جنس عثة كثيرة الريش